# Stephan Lochner
Stephan Lochner o Stefan Lochner (Meersburg, 1400-1410 – Colonia, 1451) è stato un pittore tedesco.

## Biografia
È stato il pittore più importante della Scuola di Colonia, principale esponente del tardo gotico e uno dei primi artisti a recepire le innovazioni della pittura di artisti fiamminghi come Robert Campin e Jan van Eyck.
Fu un artista fortemente influenzato dalla pittura fiamminga e autore di tavole pittoriche come nella Madonna del Roseto (1440-1450 circa; Colonia, Museo Wallraf-Richartz).

## Opere
- Altare dei Patroni della città
- Annunciazione
- Madonna del Roseto
- Presentazione al Tempio (Lisbona)